# Колцентър
Колцентърът (на английски: call centre, call center, буквално: център за обаждания) е централизиран офис, който се използва за получаване и предаване на големи обеми информация и съобщения чрез телефонна връзка, формирайки обособен стопански подотрасъл – дейност на телефонните центрове за услуги.
Колцентърът често е разположен в обширно работно помещение, а служителите имат отделни работни места (кабини), в които всеки разполага с компютър и телефонен апарат или слушалки, свързани с телефонен суич. Колцентърът може да функционира самостоятелно или свързан с други колцентрове, често свързани в корпоративна компютърна мрежа. Все повече за обмен на глас и данни се използват нови технологии за компютърна телефония.
Дадена компания може да поддържа колцентър с цел да се администрират входящите запитвания от клиенти за поддръжка на продуктите или информация. Също така се правят изходящи обаждания, свързани с телемаркетинг, обслужване на клиенти, продуктови услуги и събиране на вземанията. Повечето от големите бизнес-организации използват колцентровете, за да общуват със своите клиенти. В допълнение, когато на едно и също място с колцентъра се извършва и колективна обработка на писмата, факс-съобщенията, чат на живо и имейли, колцентърът прераства в контактен център.
Контактният център, също познат като център за взаимодействие с клиентите, е централен за дадена организация пункт, откъдето се управляват контактите с клиентите. Чрез контактния център ценната за компанията информация се насочва към подходящи получатели, контактите се проследяват и се събират данни. Това като цяло е част от управлението на взаимоотношенията с клиентите (CRM). Днес потребителите се свързват с компаниите по най-различни начини: чрез обаждания, електронна поща, онлайн-чат, посещаване на уеб сайта, факс и други.

## Технология
Технологията, използвана в колцентровете, е обект на ред подобрения и иновации. Някои от тези технологии са: софтуер за разпознаване на речта, позволяващ на компютрите да се справят с първото ниво на работа с клиенти; извличане на важна информация от текст (на английски: text mining) и средства за обработка на естествен език. Те, и много други технологии спомагат за по-доброто обслужване на клиентите и за тяхната удовлетвореност.

## Патенти
Има голям брой патенти, които покриват различните аспекти на дейностите, извършвани от колцентровете, автоматизацията им и технологиите, използвани в тях. Един от ранните откриватели в тази област е Роналд А. Катц, който лично притежава повече от 40 патента, свързани с изобретения в бранша.

## Динамика
Основно видовете повиквания в колцентъра се делят на входящи и изходящи. Входящите повиквания са тези, направени от потребителя, за да получи информация, да съобщи за неизправност или да помоли за помощ. Те са значително по-различни от изходящите повиквания, при които служителите насочват обаждания към потенциални клиенти с намерението да продадат нещо или услужат на потребителя. Възможно е съчетаването на входящи и изходящи кампании.
За по-добрата обработка на входящите и изходящите повиквания служителите в колцентъра често работят в многослойна система. Първият слой в този модел се състои от оператори, които насочват запитванията към съответния отдел и предоставят общата ръководеща информация, извлечена от клиента. Ако потребителят се нуждае от повече помощ, той бива насочен към втория слой, където може да бъде решена по-голямата част от проблемите. Ако потребителят не е задоволен от информацията до момента, той бива прехвърлен към третия слой. Обикновено този слой се формира от висококвалифициран технически персонал.

## Видове
Видове колцентрове:
- Контактен център – взаимодейства с клиентите по различни начини, включително чрез телефон, електронна поща и онлайн чат.
- Входящ колцентър – занимава се изцяло или предимно с входящи повиквания (обаждания от потребителя).
- Изходящ колцентър – в него служителите прозвъняват на клиенти или потенциални клиенти.
- Комбиниран колцентър – комбинира автоматично разпределение на входящите повиквания с предсказуемо избиране за изходящи обаждания. Така работата на служителя се оптимизира и всеки един, занимаващ се с входящи или изходящи повиквания, има време да се справи със своята работа и да помогне с огромния поток от обаждания на другиго.

## Критики и представяне
Колцентровете често биват критикувани, като някои критици твърдят, че работната среда в тях е нехуманна. Други посочват ниското заплащане и ограничителните практики на работа от страна на работодателите. Има много спорове по отношение на такива неща като ограничаване на времето, което служителите могат да прекарат в тоалетната. Колцентровете са обект на жалби, подадени от потребители, които намират обслужващия ги персонал за некомпетентен по даден въпрос и съответно непритежаващ достатъчно умения за разрешаването на конкретния проблем. Въпреки това служителите в колцентровете често са принудени да проявяват търпение дори към най-нападателните и невъзпитани клиенти.
Благодарение на високите технологии внимателното наблюдение на персонала е лесно постижимо, това се случва много често и е широко разпространено. Твърди се, че това може да бъде от полза, за да даде възможност на компаниите да планират по-добре обема на работата и времето, с което служителите разполагат, за да я свършат. Въпреки това някои хора твърдят, че такова тясно наблюдение нарушава правото им на личен живот.
Най-честите критики от страна на потребителите са:
- Служителите работят по сценарий.
- Служителите не са експерти по зададения им въпрос.
- Некомпетентни или недобре обучени кадри, които са неспособни да обработят ефективно молбата на потребителя.[8]
- Колцентърът се намира в чужда държава с местни служители, изпитващи проблеми с езика и акцента.
- Прикриване на факта, че колцентърът се намира в чужда държава (например чрез фалшиви имена на служителите).
- Автоматизирани менюта (посредством набиране на цифри) и автоматизирана система за изчакване.
- Прекалено дълго чакане за свързване с оператор и търпене на свързаният с това не винаги приятен т.нар. конфортен шум.
- Жалби относно това, че различните департаменти на компаниите не комуникират помежду си.
- На потребителя се налага да повтори една и съща информация няколко пъти.

Критики от страна на служителите включват:
- Щателен контрол от страна на управата (например чест произволен мониторинг на обажданията).
- Ниско възнаграждение (заплащане и бонуси).
- Ограничителни практики в работата (някои оператори са длъжни да следват писмен сценарий).
- Високо ниво на стрес - често срещан проблем, свързан с места, където служителите работят директно с клиенти.
- Монотонно повтарящи се работни задачи (липса на разнообразие и предизвикателства в тях).
- Лоши условия на труд (например лоша материална база, лоша поддръжка и почистване, тесни работни пространства, управленческа намеса, липса на уединение и много шум).
- Нарушено зрение и увреден слух. Въобще - нездравословна среда.
- Груби и нетолерантни клиенти.